# Ophthalmotilapia
Ophthalmotilapia és un gènere de peixos pertanyent a la família dels cíclids que es troba a l'Àfrica oriental: el llac Tanganyika.

## Taxonomia
- Ophthalmotilapia boops (Boulenger, 1901)[4]
- Ophthalmotilapia heterodonta (Poll & Matthes, 1962)[5]
- Ophthalmotilapia nasuta (Poll & Matthes, 1962)[5]
- Ophthalmotilapia ventralis (Boulenger, 1898)[6][7][8][9][10][11][12]